# Dance Machine
Ne doit pas être confondu avec Dancing Machine.
Dance Machine est une ancienne émission de télévision musicale française diffusée sur la chaîne de télévision M6 dans les années 1990, le mercredi à 18 heures, animée par Laurent Petitguillaume et Jill Hamilton et produite par Patrick Sebag.
Le générique des premières éditions de concerts été emprunté à l'artiste Gary Clail avec le titre "Who pays the piper?" dans sa version (perfecto mix)

## Histoire
Le 5 mai 1990, Gilbert Di Nino et Thierry Bruant, en collaboration avec M6 et Fun Radio, ont l'idée d'un nouveau concept d'émission : un concert géant sur la thématique des discothèques. Baptisé La Plus Grande Discothèque du monde, le concert est organisé au Palais omnisports de Paris-Bercy. Malgré le succès du concert, il faudra attendre 3 ans pour qu'un nouveau concert soit organisé : le premier Dance Machine en octobre 1993.
Par la suite, des compilations musicales ont été éditées sous les noms de Dance Machine suivi d'un numéro de volume (du numéro 1 au numéro 24, ainsi qu'un Dance Machine Gold).
Courant août 2010, l'annonce du retour de l'émission en 2011 est officiellement confirmé. Un best-of de 3 CD est sorti à cette occasion. À partir du mois de mars 2011, plusieurs tournées auront lieu à travers la France.

## Artistes ayant animéDance Machine
- Cauet
- Laura Marine[réf. nécessaire]
- Ophélie Winter
- Difool[réf. nécessaire]
- Yves Noël
- Hervé Noël
- Bill
- Jill Hamilton
- Le Doc
- Laurence Romance
- Arnold
- Phillipe Corti
- Severine Ferrer
- Nathalie Vincent
- Sophie Coste
- Sandrine Quetier
- Bob
- Barth
- Laurent Boyer
- Génie Godula
- Charly et Lulu
- Max
- Miguel Derennes

## Liste des concerts
Source : INA
Dance Machine 1 : le 2 octobre 1993
Réalisation : Anne Dörr-Palmowski
Lieu : Palais omnisports de Bercy (Paris)
Dance Machine 2 : le 12 février 1994
Réalisation : Anne Dörr
Lieu : Palais omnisports de Bercy (Paris)
Dance Machine 3 : le 11 juin 1994
Réalisation : Anne Dörr
Lieu : Palais omnisports de Bercy (Paris)
Dance Machine 4 : le 23 septembre 1994
Réalisation : Anne Dörr
Lieu : Zénith (Paris)
Dance Machine 5 : le 4 février 1995
Réalisation : Anne Dörr
Lieu : Palais omnisports de Bercy (Paris)
Dance Machine 6 : le 10 juin 1995
Réalisation : Anne Dörr
Lieu : Palais omnisports de Bercy (Paris)
Dance Machine 7 : le 29 septembre 1995
Réalisation : Anne Dörr
Concert annulé en raison du Plan Vigipirate
Lieu : Palais omnisports de Bercy (Paris)
Dance Machine 8 : le 16 mars 1996
Réalisation : Anne Dörr
Lieu : Palais omnisports de Bercy (Paris)
Dance Machine 9 : le 8 juin 1996
Réalisation : Anne Dörr
Lieu : Palais omnisports de Bercy (Paris)
Disco Machine : le 5 octobre 1996
Réalisation : Anne Dörr
Lieu : Palais omnisports de Bercy (Paris)
Dance Machine 100% Boys : le 22 février 1997
Réalisation : Didier Froehly
Lieu : Palais omnisports de Bercy (Paris)
Dance Machine Spécial Boys : le 31 octobre 1997
Réalisation : Didier Froehly
Lieu : Patinoire de Bordeaux
Dance Machine 100% été : le 6 juin 1998
Réalisation : Didier Froehly
Lieu : Halle Tony Garnier (Lyon)
Dance Machine 2000 : le 20 mai 2000
Réalisation : Richard Valverde
Lieu : Palais omnisports de Bercy (Paris)
Dance Machine 2011 : le 18 mars 2011
Réalisation : Richard Valverde
Lieu : Dans toute la France